# Morfeem
In de taalkunde is een morfeem of betekeniseenheid een woord of een deel van een woord met een eigen betekenis, dat niet in kleinere woorddelen met eigen betekenissen kan worden opgesplitst.
Men onderscheidt vrije en gebonden morfemen:
- een vrij morfeem komt ook als zelfstandig woord voor;
- een gebonden morfeem komt uitsluitend voor in combinatie met een of meer vrije morfemen.

Een tussenvorm is een cliticum, dat syntactisch een vrij morfeem is, maar uitsluitend in combinatie met een ander woord voorkomt en samen daarmee wordt uitgesproken.
Gebonden morfemen die voor een vrij morfeem worden geplaatst, heten voorvoegsels of prefixen. Gebonden morfemen die achter een vrij morfeem worden geplaatst, noemt men achtervoegsels of suffixen (in bepaalde gevallen spreken we van disfixen). Gebonden morfemen met meer eigen betekenis heten confixen. Daarnaast bestaan er in een aantal talen gebonden morfemen die midden in het vrije morfeem worden geplaatst: dit zijn infixen, transfixen, suprafixen of simulfixen.
Nog een bijzondere morfeemsoort is het interfix of bindmorfeem, dat in het Nederlands voornamelijk in de vormen -s- en -en- voorkomt (zie ook samenstelling).
Er zijn morfemen die in verschillende vormen voorkomen, vaak afhankelijk van de fonologische omgeving. Dit verschijnsel wordt allomorfie genoemd en in de morfofonologie bestudeerd.